# Victor Himmelstrand
Johan Ludvig Victor Himmelstrand, född den 6 oktober 1834 i Västervik, död den 2 april 1922 i Hudiksvall, var en svensk skolman och tidningsman. Han var far till Hjalmar Himmelstrand.
Himmelstrand blev 1854 student vid Lunds universitet, där han avlade filosofie kandidatexamen 1860 och promoverades till filosofie magister 1862. Han var adjunkt vid högre allmänna läroverket i Linköping 1860–1864 och lektor i levande språk vid högre allmänna läroverket i Hudiksvall 1864–1904. Himmelstrand var medarbetare i Hudiksvallsposten 1865–1872, dess redaktör 1873–1882 och ansvarige utgivare 1876–1882. Han lämnade bidrag till samma tidning på 1890-talet, liksom till Hudiksvalls Allehanda 1883–1890. Himmelstrand var ledamot av Publicistklubben 1900–1907. Han använde signaturerna Antipas, Jakob Ärlig, Mårten Knarr och Will Frank med flera. Himmelstrand blev riddare av Nordstjärneorden 1889.